# Ivan Hrušovský
Ivan Hrušovský (* 23. Februar 1927 in Bratislava; † 5. Oktober 2001 ebenda) war ein slowakischer Komponist, Musikwissenschaftler und Musikpädagoge.

## Leben
Ivan Hrušovský wurde in der Hauptstadt des slowakischen Teils der Ersten Tschechoslowakischen Republik geboren. Nach Abschluss des Gymnasiums und der Musikschule in Žilina studierte er 1947–1952 Musikwissenschaft, Philosophie und Ästhetik an der Comenius-Universität Bratislava und Komposition am Konservatorium Bratislava bei Alexander Moyzes. 1952 promovierte er mit einer Dissertation zum Thema Das slowakische Volkslied in den Werken slowakischer Komponisten. Den Kompositionsunterricht setzte er 1952–1957 an der Akademie der Darstellenden Künste, der nunmehrigen Hochschule für Musische Künste Bratislava (Vysoká škola múzických umení v Bratislave – VŠMU) ebenfalls bei Moyzes fort. Noch während der Studienzeit begann er am Institut für Musikwissenschaft der Slowakischen Akademie der Wissenschaften (SAV) zu arbeiten. Schon ab 1953 wurde er auch selbst Pädagoge an der VŠMU, 1968 wurde er hier Dozent für Musiktheorie, seit 1984 wirkte er als Professor für Komposition. 1990 wurde er Lehrer für Musiktheorie am Institut für Musik und Ästhetik der Matej-Bel-Universität in Banská Bystrica.
Das Werkverzeichnis Hrušovskýs enthält ein breites Spektrum an Instrumental- und Vokalstücken verschiedenster Gattungen, wobei ein besonderer Schwerpunkt der Chormusik gilt. Sein populärstes Stück wurde der nur zweiminütige Chorsatz Rytmus (aus Drei Etüden, 1974), welcher anhaltend zum Repertoire der meisten slowakischen und vieler internationaler Chöre zählt. Neben seinem kompositorischen Schaffen publizierte Hrušovský eine Vielzahl an Beiträgen zum Thema Musikerziehung sowie wissenschaftliche Artikel, die sich zumeist mit Aspekten der slowakischen Musik auseinandersetzen.

## Preise und Auszeichnungen (Auswahl)
- 1965: Ján-Levoslav-Bella-Preis für den Kantatenzyklus Proti smrti (Hiroshima, Biela breza, sestra moja und Sen o človeku)
- 1998: Großer Preis der Slowakischen Urheberrechtsgesellschaft SOZA[1] für das Jahr 1997
- 2013: Eintrag in das Goldene Buch der SOZA für das Jahr 2011 (posthum)

## Musik (Auswahl)

### Orchesterwerke
- Zwei slowakische Tanzfantasien (1960)
- Das Tatra-Gebirge. Sinfonische Dichtung (1960)
- Festmarsch (1961)
- Passacaglia über ein klassisches Thema (1966)
- Konfrontationen (1979)
- Musik zu Vincent Hložník (1986)
- Vznešené tance levočské (Hoftänze aus Levoča). Suite alter Tänze aus dem 17. Jahrhundert aus Sammlungen aus Leutschauer Sammlungen (vor 1988)

### Kammerorchester
- Pastorale Suite für kleines Orchester (1955)

### Streichorchester
- Ouverture concertante (1963)
- Musica nocturna (1970)
- Suita quasi una fantasia (1980)
- Kleine Romanze auf ein Motiv von Andersen (1986)
- Sinfonie Nr. 1 für großes Streichorchester (1988, rev. 1993)

### Soloinstrument und Orchester
- Klavierkonzert (1957)
- Sinfonie Nr. 2 für Klavier und Orchester (1995/1996)

### Duos und Kammermusik
- Violinsonate Nr. 1 d-Moll (1956)
- Suita piccola für Violoncello und Klavier (1963)
- Combinazioni sonoriche per 9 strumenti (1963)
- Drei Kanons für Violine und Cembalo oder Klavier (1980)
- Streichquartett Nr. 1 (1983)
- Dialoghi in ritmo für Orgel und Schlagzeug (1983)
- Septetino (1987)
- Streichquartett Nr. 2 (1990)
- Violinsonate Nr. 2 (1994)
- Lamento 94/95 für Violine und Viola (1995)
- Streichquartett Nr. 3 (1995)
- Trio für Violine, Viola und Violoncello (1998/1999)
- Klaviertrio „in memoriam J. S. Bach AD 2000“ (2000)

### Klavier zu zwei oder vier Händen
- Sonatine op. 1 (1951)
- Toccata (1958)
- Sonate Nr. 1 (1965)
- Sonate Nr. 2 (1970)
- Toccata chromatica (1970)
- Suite für zwei Klavier oder Klavier zu vier Händen (1986)
- Fantasie, Introduktion und Fuge im alten Stil für Klavier zu vier Händen (1986)
- Zwei romantische Fugen und Postludien (1993)
- Acht Variationen über ein Thema von Beethoven (1993)
- Sieben Bagatellen (1994)

### Diverse Instrumente solo
- Sonate für Violine (1969)
- Sonata in modo classico per il clavicembalo (1977)
- Drei Stücke für Cembalo (1977)
- Musica rustica per flauto solo (1984)
- Musica Paschalis für Orgel (1991/1992)
- Fuga in F a 3 voci per organo (1993)
- Suite alter Tänze aus Levoča für Cembalo (1997)

### Gesangsstimme(n), Chor und Orchester
- Proti smrti (Gegen den Tod). Kantatentrilogie:
  - 1. Teil: Hiroshima. Kantate nach einem Text von Rudolf Skukálek für Sprecher, Koloratursopran, Bariton, gemischten Chor und großes Orchester (1961, rev. 1965)
  - 2. Teil: Biela breza, sestra moja (Weiße Birke, meine Schwester). Kantate nach einem Text von Ivan Kupec für Mezzosopran und Frauenchor (1961)
  - 3. Teil: Sen o človeku (Traum vom Menschen). Melodramatische Kantate nach einem Text von Vladimír Reisel für Sprecher, Sopran, gemischten Chor und Orchester (1964)
- Canticum pro pace nach Texten aus der Bibel und von Pavol Horov für Sprecher, Mezzosopran, Bass, gemischten Chor und Orchester (1985)
- Requiem zum Ende des Jahrtausends nach Texten von Rudolf Dilong und Pavol Hudák für Sprecher, Sopran, gemischten Chor, Blechbläser und Schlagzeug (1998/1999)
- Veni sancte. Geistliche Arie für Sopran, gemischten Chor und Orchester (2001)
- Noc moci (Nacht der Stärke) Chorsinfonie nach Texten von Milan Rúfus für gemischten Chor und Orchester. Fragment (2001)

### Gesangsstimme und Instrument(e)
- Červený mak (Roter Mohn). Fünf lyrische Lieder nach Texten von Maša Haľamová für Sopran und Klavier (1959)
- Zwei Lieder nach Texten von Vítězslav Nezval für Mezzosopran und Cembalo oder Klavier (1978)
- Za milým für Mezzosopran und fünf Instrumente (1979)
- Elegie für Mezzosopran und Viola (1985)
- Drei Reflexionen auf Gedichte von Milan Rúfus, Milan Kraus und Maša Haľamová für Mezzosopran und Klavier (1987)
- Elegie in memoriam Milan Šimečka nach Texten von Jaroslav Seifert und Milan Rúfus für Sprecher, drei Violinen, Viola, Violoncello und Kontrabass (1992)
- Dotyky (Berührungen). Sieben lyrische Lieder auf Gedichte von Marek Trizuljak für Sopran und Klavier (1996, rev. 1998)

### Elektroakustische Werke
- Invokation (1973)
- Horička vysoká (1975)
- Idée fixe (1976)
- Obrázky z prírody (Bilder der Natur) (1980)
- Omilienci chodia (1981)

Weiters Schauspiel- und Rundfunkmusik, Werke für den Unterricht sowie eine Vielzahl geistlicher und weltlicher Chorsätze sowie Volksliedarrangements.

## Wissenschaftliche Publikationen (Auswahl)
- Úvod do štúdia teórie harmónie (Einführung in das Studium der Harmonielehre). Bratislava 1960, 1972, 1984[3]
- Slovenská hudba v profiloch a rozboroch (Slowakische Musik in Profilen und Analysen). Bratislava 1964 (slowakisch)
- Genéza hudobného myslenia Jána Cikkera (Die Genese des musikalischen Denkens von Ján Cikker). Manuskript (slowakisch)
- Situácia slovenskej hudobnej kultúry v rokoch 1939–1948 (Zur Situation der slowakischen Musikkultur in den Jahren 1939–1948). In: Slovenská hudba 1968/4 (slowakisch)
- Princíp riadenej aleatoriky z kompozičného a teoretického hľadiska (Zum Prinzip der kontrollierten Aleatorik aus kompositorischer und theoretischer Sicht). Manuskript 1982 (slowakisch)
- Reflexie o duchovnej hudbe 20. storočia (Reflexionen über geistliche Musik des 20. Jahrhunderts). In: Slovenská hudba, 1995/1 (slowakisch)

## CD-Diskographie (Auswahl)
- Musica nocturna per archi – Tschechoslowakisches Radiosinfonieorchester Bratislava, Dirigent: Ondrej Lenárd – auf Musica Symphonica Slovaca (Slovak Radio Records, 1992)
- Streichquartett Nr. 3 – Košice Streichquartett  – auf Chamber Music 2 (Slowakischer Musikfonds, 1993)
- Missa pro iuventute, S radosťou slúžte Pánovi!, Cantate Domino, Zwei Nocturnes aus der Ostslowakei, Keď ja pójďem, Ej, hrajteže mi, hrajte, Ó láska, láska, Išeu Macek – Emília Dzemjanová (Orgel), Knabenchor Bratislava, Collegium Technicum, Leitung: Lubomír Mátl; Marián Vach; Eva Zacharová (dir.) – auf Ivan Hrušovský: Cantate Domino (Radio Bratislava, 1996)
- Music rustica per flauto solo, Drei Kanons, Canti, Streichquartett Nr. 3, Acht Variationen über ein Thema von Beethoven – Miloš Jurkovič (Flöte); Marica Dobiášová (Cembalo), Viktor Šimčisko (Violine); Slovenskí madrigalisti, Leitung: Ladislav Holásek; Moyzes Quartett; Stanislav Zamborský (Klavier) – auf Ivan Hrušovský: Kammermusik (Slowakischer Musikfonds[4], 2000)
- Letná hra, Bystrina – Kinderchor Bratislava, Leitung: Ondrej Šaray – auf Bratislavský Detský Zbor (Discant, 2000)
- Veni sancte – Mária Tomanová (Sopran), Akademischer Chor Ján Cikker, Orchester der Staatsoper Banská Bystrica, Dirigent: Igor Bulla – auf Akademischer Chor Ján Cikker (CD MM 0061-2-231, 2002)
- Išeu Macek,  Keď ja pójďemr,  Ňevandruj, milý môj,  Zahučali chladné vetry v doline, Psalm 120, Rytmus, Psalmus 23 – Gemischter Chor Tirnavia, Leitung: Andrej Rapant – auf Miešaný spevácky zbor Tirnavia: Slowakische Chormusik des 20. Jahrhunderts (Slovart, 2004)
- Psalm 23 – Jugendchor Echo, Leitung: Ondrej Šaray – auf Mládežnícky zbor ECHO (Discant, 2005)
- Suite für Klavierduett – Piano Duo Ludmila Kojanová – Pavel Novotný – auf Ludmila Kojanová – Pavel Novotný (CD R 178 0001-2-133-3, 2005)
- Giocoso II „Eja, studiosi“ – Lúčnica Chor, Leitung: Peter Hradil – auf The Best of Lúčnica Chorus (Musica, 2006)
- Cantate Domino – Slowakischer Philharmonischer Chor, Leitung: Blanka Juhaňáková – auf Slowakischer Philharmonischer Chor (Slowakische Philharmonie, 2006)
- Musica nocturna per archi – Slowakische Philharmonie, Dirigent: Leoš Svárovský – auf Slowakische Philharmonie (Slowakische Philharmonie, 2006)
- Čakanie, Odes – Hymn – Lúčnica Chor, Leitung: Štefan Klimo – auf Dr. Štefan Klimo: Za tou mojou milou (Ol Trade, 2009)
- Hoftänze aus Levoča – Frauenkammerorchester, Dirigentin: Elena Šarayová – auf Dámsky komorný orchester (Discant, 2010)
- Sonate – Milan Paľa (Violine) – auf „Violin Solo 5 – Milan Paľa“ (Pavlik Records, 2013)
- Idée fixe – Experimentalstudio Bratislava, Peter Janík, Ján Backstuber – auf Experimental Studio Bratislava Series 1 (VŠMU, 2015)
- Zwei slowakische Liebeslieder, Zwei slowakische Volkslieder aus der Gemer Region – Chor der Technischen Universität Bratislava, Leitung: Petra Torkošová – auf Ľudové premeny / Folk variations (Chor der Technischen  Universität, 2018)
- Musik zu Vincent Hložník – Slowakisches Radiosinfonieorchester, Dirigent: Mirko Krajči – auf Slowakische Orchesterwerke (Slowakischer Musikfonds, 2020)
- Combinazioni sonoriche per 9 strumenti op. 21 – EnsembleSpectrum, Dirigent: Matej Sloboda – auf EnsembleSpectrum: Avant-gare of the ‘60s (Slowakischer Musikfonds, 2021)